# منطقة ميتلاند
منطقة ميتلاند هي أحد مناطق سويسرا، تشمل كانتونات برن وفريبورغ، جورا، نيوشاتل وسولوتورن.